# Greed (canção)
"Greed" é o terceiro e último single do álbum Awake, da banda de heavy metal Godsmack. Ele foi lançado em 2001.

## Significado da música
A música é sobre um ex-amigo da banda que financiou o primeiro álbum de Godsmack. Sully Erna contou à LAUNCH Media:
| “ | Quando a banda começou a ficar famosa e nós assinamos um contrato e isso e aquilo, ele estava começando a perder a noção, e estava sempre excitado por estar envolvido em tudo e ter algum tipo de controle sobre isso. Nós tínhamos que parar ele e quando falamos com ele sobre isso, ele simplesmente foi um filho da mãe e queria, sabe, nos estuprar pelo dinheiro e afins. Então esta música é sobre eu dizendo 'vá se danar' a ele. | ” |

## Posições nasparadas
Single - Billboard (América do Norte)
| Ano  | Parada                 | Posição |
| ---- | ---------------------- | ------- |
| 2001 | Mainstream Rock Tracks | 3       |
| 2001 | Modern Rock Tracks     | 28      |
| 2001 | Billboard Hot 100      | 123     |